# Rifnihnjúkur
Rifnihnjúkur är en bergstopp i republiken Island. Den ligger i regionen Austurland, 270 km öster om huvudstaden Reykjavík. Toppen på Rifnihnjúkur är 762 meter över havet.
Trakten runt Rifnihnjúkur är nära nog obefolkad, med mindre än två invånare per kvadratkilometer. Det finns inga samhällen i närheten. Trakten runt Rifnihnjúkur är ofruktbar med lite eller ingen växtlighet.